# Ali Adżadż Abdallah
Ali Adżadż Abdallah (ur. 1962 w Saraain al-Faouka) – libański polityk, szyita. Ukończył studia doktoranckie z nauk informatycznych na francuskim Université de Lyon I. Następnie został wykładowcą na Uniwersytecie Libańskim. Zasiadał we władzach Libańskiego Czerwonego Krzyża oraz szyickiej partii Amal. W latach 2000–2003 sprawował funkcję ministra rolnictwa w czwartym gabinecie Rafika al-Haririego.